# Chiesa di Sant'Antonio Abate a Saione
La chiesa di Sant'Antonio Abate a Saione è un luogo di culto di Arezzo che si trova in via Vittorio Veneto, 109. Ricade all'interno del territorio della parrocchia di San Francesco Stigmatizzato, la cui chiesa parrocchiale è situata in piazza Saione.
La chiesa fu costruita verso la fine dell'alto Medioevo in una zona con molta probabilità ricca di pascoli e di greggi, di cui il santo titolare è patrono.
La struttura attuale risale al XII secolo. Il patronato della chiesa, in origine della famiglia Testi, passò ai Marsuppini, ai Bacci e dal 1805 ai Centeni-Romani, divenendone nel 1851 un sepolcreto di famiglia.
La chiesa era stata destinata a luogo di sepoltura già nel 1767, in occasione di una grave epidemia di tifo petecchiale abbattutasi in quell'anno su Arezzo.
Nel 1777 l'edificio fu completamente restaurato, rifacendo il portale, spostando il presbiterio con l'altare e facendo costruire il campanile.
All'interno furono affrescate le pareti e la calotta absidale da Liborio Ermini.
Della fine del XVIII secolo è la scultura lignea con Cristo caduto sotto il peso della croce, eseguita da L. Chiari.